# Quarndon
Quarndon est une paroisse civile et un village du Derbyshire, en Angleterre.